# Kuyuwini

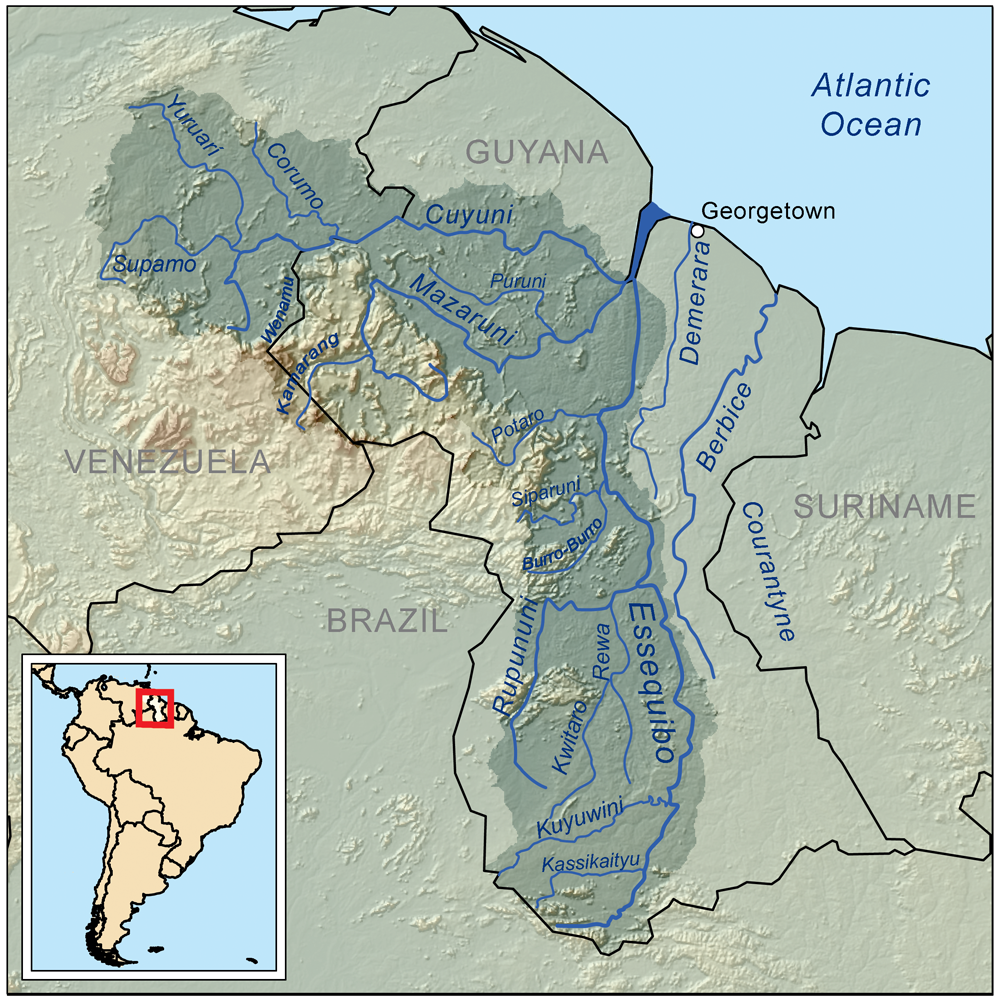
Mapa dorzecza Essequibo z zaznaczonymi dopływami, w tym Kuyuwini

Kuyuwini – rzeka w południowej Gujanie, w departamencie Upper Takutu-Upper Essequibo. Kuyuwini ma swoje źródło w pobliżu granicy brazylijsko-gujańskiej i uchodzi do rzeki Essequibo.